# استوپای صلح

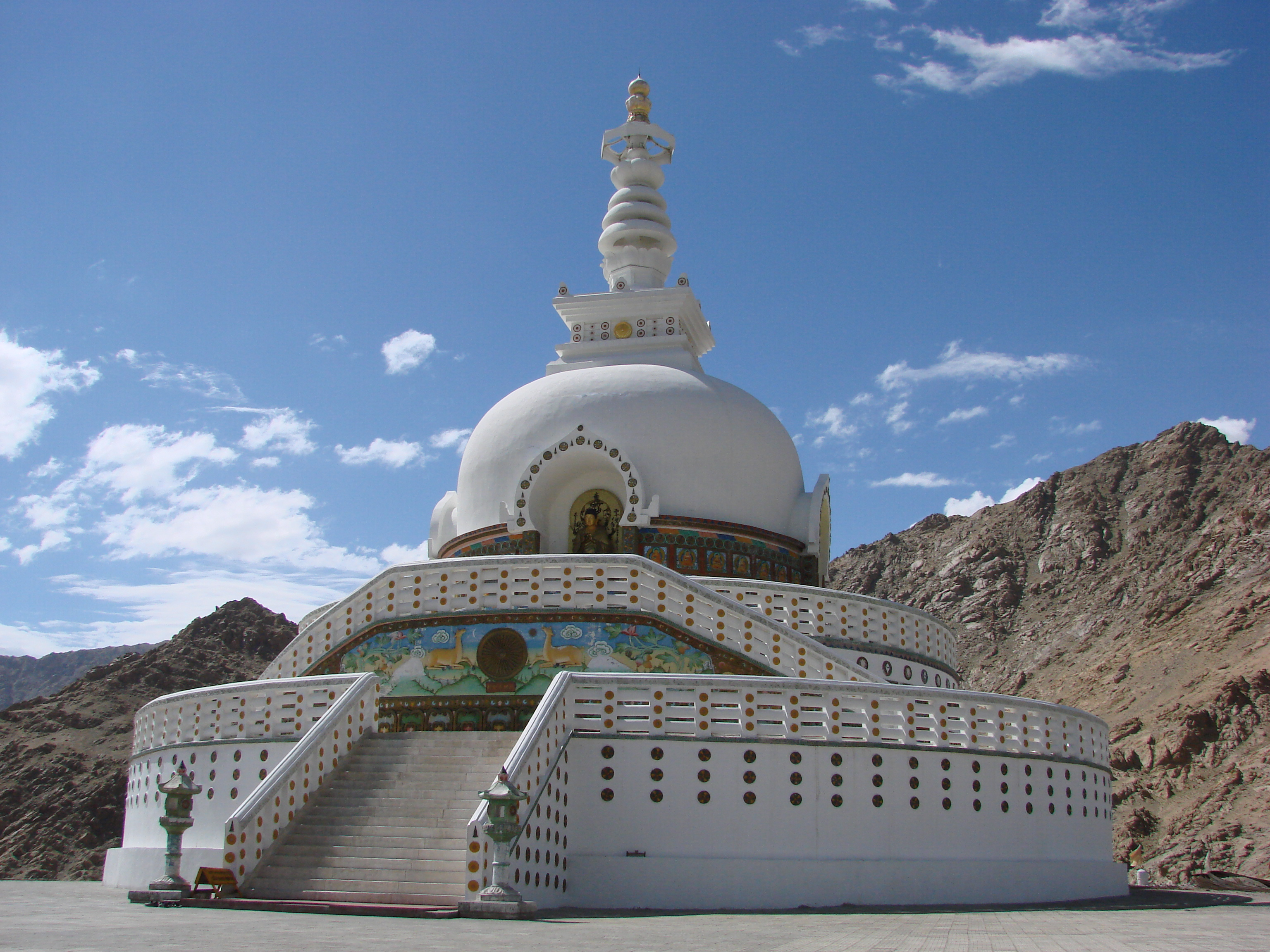

استوپای صلح (انگلیسی: Peace Pagoda)، استوپای بودیسم یک بنای یادبود برای الهام بخشیدن به صلح است که به منظور ایجاد تمرکز برای مردم از همه نژادها و مذاهب و کمک به متحد کردن آنها در جستجوی صلح جهانی طراحی شده است. اکثر، البته نه همه، بتکده‌های صلح ساخته شده از زمان جنگ جهانی دوم تحت هدایت نیچیداتسو فوجی (۱۸۸۵–۱۹۸۵)، راهب بودایی اهل ژاپن و بنیانگذار فرقه بودایی نیپونزان-میوهوجی ساخته شده‌اند. فوجی از ملاقات خود با مهاتما گاندی در سال ۱۹۳۱ بسیار الهام گرفت و تصمیم گرفت زندگی خود را وقف ترویج عدم خشونت کند. در سال ۱۹۴۷، او شروع به ساخت بتکده‌های صلح به عنوان زیارتگاه‌هایی برای صلح جهانی کرد. اولین مورد در کوماموتو در سال ۱۹۵۴ افتتاح شد.